# Nordhofen
Nordhofen település Németországban, Rajna-vidék-Pfalz tartományban. Lakosainak száma 533 fő (2023. december 31.).

## Népesség
A település népességének változása:
| Lakosok száma | 347  | 542  | 531  | 535  | 537  | 533  |
|               | 1975 | 2017 | 2019 | 2021 | 2022 | 2023 |